# Sebadoris fragilis
Sebadoris fragilis (Alder & Hancock, 1864) è un mollusco nudibranchio della famiglia Discodorididae.